# Freycinetia petiolacea
Freycinetia petiolacea är en enhjärtbladig växtart som beskrevs av Elmer Drew Merrill och Lily May Perry. Freycinetia petiolacea ingår i släktet Freycinetia och familjen Pandanaceae. Inga underarter finns listade.